# قانون الطوارئ

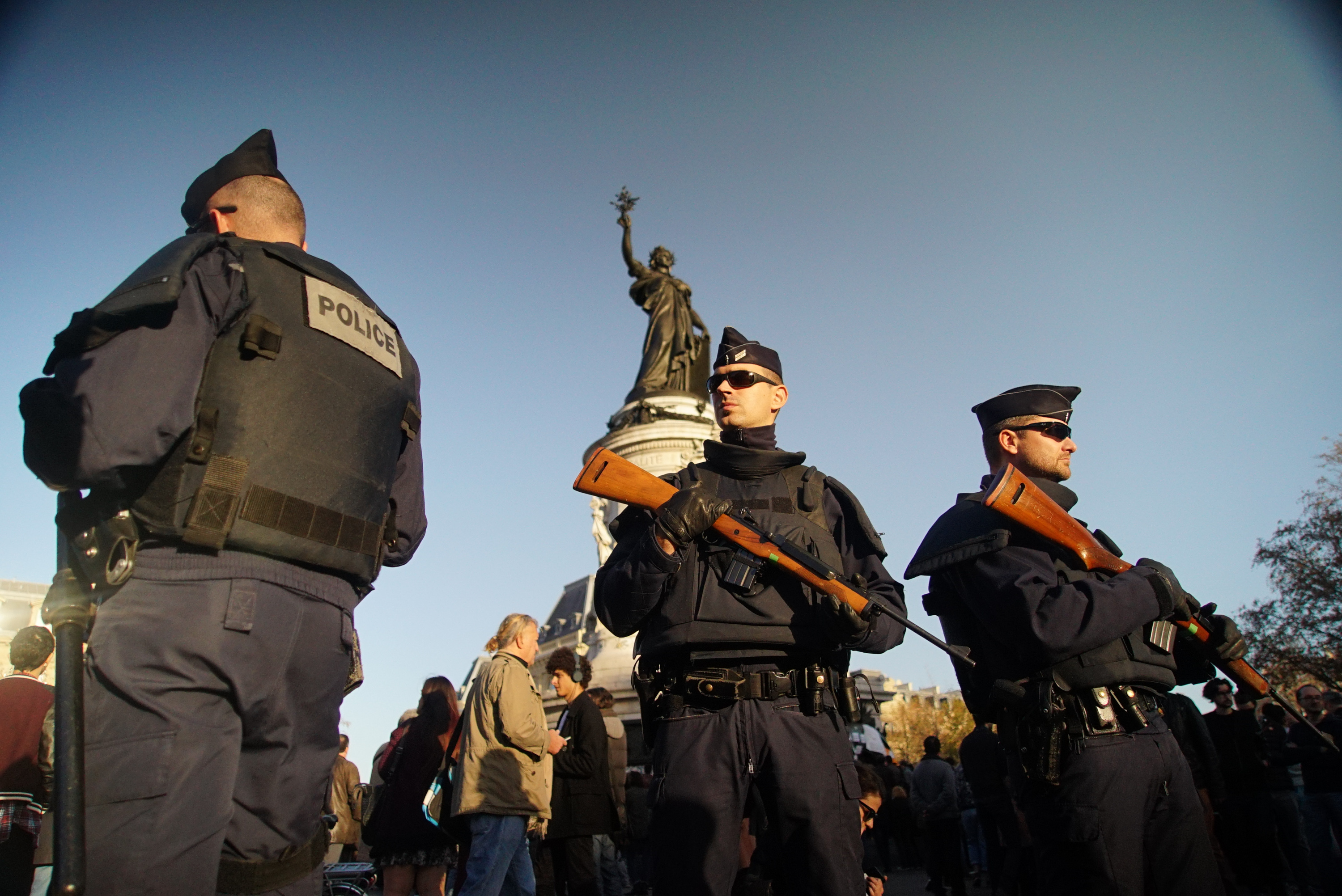

حالة الطوارئ هي حالة تخوّل الحكومة بالقيام بأعمال أو فرض سياسات لا يُسمح لها عادةً القيامُ بها. وتستطيع الحكومة إعلان هذه الحالة أثناء الكوارث، أو حالات العصيان المدني، أو الصراعات والنزاعات المسلّحة بحيث تنبه المواطنين إلى تغيير سلوكهم الطبيعي وتأمر الجهات الحكومية بتنفيذ خطط طوارئ. جاستيتيوم (بالرومانيّة: Justitium) هو ما يعادل حالة الطوارئ في القانون الروماني، وهو مفهوم يمكّن المجلس الأعلى من طرح مرسوم نهائيّ لا يخضع للنزاع.
يمكنُ أيضًا استخدام حالات الطوارئ كسبب أو ذريعة لمنع الحقوق والحريات التي يكفلها دستور البلد أو القانون الأساسي. تتفاوت الإجراءات المتعلقة بهذا العمل وشرعيته من بلد إلى آخر.

## العلاقة بالقانون الدولي
بموجب القانون الدولي، يجوز تعليق الحقوق والحريات أثناء حالة الطوارئ؛ على سبيل المثال، تستطيع الحكومة تقييد الأشخاص واحتجازهم دون محاكمة. ترد جميع الحقوق التي يمكن عدم التقيد بها في العهد الدولي الخاص بالحقوق المدنية والسياسية. لا يمكن تعليق الحقوق غير القابلة للتقييد. وترد الحقوق غير القابلة للتقييد في المادة 4 من العهد الدولي الخاص بالحقوق المدنية والسياسية؛ فهي تتضمن الحق في الحياة، والحق في التحرر من الحرمان التعسفي والاستعباد والتعذيب وسوء المعاملة.
جعلت بعض البلدان من غير القانوني تعديل قانون الطوارئ أو الدستور أثناء حالة الطوارئ؛ وتتمتع بلدان أخرى بحرية تغيير أي تشريع أو أطر دستورية قائمة على الحقوق في أي وقت يختار فيه التشريع القيام بذلك. والدساتير هي العقود بين الحكومة والأفراد في ذلك البلد. إن العهد الدولي الخاص بالحقوق المدنية والسياسية وثيقة من وثائق القانون الدولي التي وقعت وصدقت عليها الدول. ولذلك، لا ينطبق العهد إلا على الأشخاص الذين يتصرفون بصفة رسمية، لا الأفراد. بيد أنه يتوقع من الدول الأطراف في العهد أن تدمجه في التشريعات الوطنية. ويجب إعلان حالة الطوارئ (في إطار العهد الدولي الخاص بالحقوق المدنية والسياسية) علنًا، ويجب إبلاغ الأمين العام للأمم المتحدة وجميع الدول الأطراف الأخرى في العهد فورًا، لإعلان سبب حالة الطوارئ، وتاريخ بدء حالة الطوارئ، والتقييدات التي قد تحدث، مع الإطار الزمني لحالة الطوارئ وتاريخ انتهاء الحالة المتوقّع.
وعلى الرغم من أن هذا البروتوكول هو الشائع والمنصوص عليه في العهد الدولي الخاص بالحقوق المدنية والسياسية، فإن لجنة الخبراء المعنية بالرصد والتابعة له لا تملك سلطة توقيع جزاءات وعقوبات، ولذلك فإن توصياتها لا تُتّبع دائمًا بصرامة؛ وبالتالي، فإن إنفاذ القوانين أفضل تنظيمًا من جانب الاتفاقيات والمحاكم الأمريكية والأوروبية بشأن حقوق الإنسان.

## الاستخدام ووجهات النظر
على الرغم من أنه أمر غير مألوف إلى حد ما في الدول الديمقراطية، فإن الأنظمة الديكتاتورية كثيرًا ما تعلن حالة الطوارئ التي تطول إلى أجل غير مسمى ربما لمدى حياة النظام، أو لفترات طويلة من الزمن حتى يتسنى استخدام حالات الخروج عن حقوق الإنسان لمواطنيها والتي يحميها عادة العهدُ الدولي الخاص بالحقوق المدنية والسياسية. وفي بعض الحالات، تعلن أيضًا الحالات العسكريّة، ما يسمح للجيش بسلطة أكبر للتصرف. وفي حالات أخرى، لا يعلن عن حالة الطوارئ وتُتخذ في الواقع تدابير أو يعتمد مرسوم بقانون من الحكومة. السيدة نيكول كويستيو (فرنسا) والسيد لياندرو ديسبوي (الأرجنتين)، المقرران الخاصان للأمم المتحدة، أوصيا المجتمع الدولي باعتماد «المبادئ» التالية التي ينبغي مراعاتها أثناء حالة طوارئ أو حالة طارئة بحكم الأمر الواقع: مبادئ الشرعية، والإعلان، والإخطار، والتناسب، وعدم التمييز، والتوافق، والتكامل بين مختلف معايير القانون الدولي.

## القانون في دول مختارة

### الأرجنتين
سمح الدستور الذي عُدل عدة مرات دائمًا بإعلان حالة الطوارئ (أي «حالة الحصار» بالمعنى الحرفي للكلمة) إذا تعرض الدستور أو السلطات للخطر بسبب الاضطرابات الداخلية أو أي هجوم خارجي. أسيء استخدام هذا البند كثيرًا أثناء الحكم الاستبدادي، فقد منح الحكومات التي دامت طويلًا الحرية في قمع المعارضة (في عام 2010، كانت قد أُعلنت حالة الطوارئ 52 مرة من حكومات ديمقراطية وديكتاتورية، أولها كان عام 1854 بعد فترة وجيزة من دخول الدستور حيز التنفيذ). تحدّ الاتفاقية الأميركية لحقوق الإنسان، التي اعتمدت في عام 1969 ولم تصدق عليها الأرجنتين إلا في عام 1984 بعد انتهاء عملية إعادة التنظيم الوطني مباشرة، تحد من إساءة استخدام حالة الطوارئ بإلزام أي دولة موقعة بإبلاغ الدول الأخرى الموقعة بظروفها ومدتها، والحقوق المتأثرة.

### أستراليا
تختلف تشريعات حالة الطوارئ في كل ولاية من ولايات أستراليا.
في فيكتوريا، يمكن لرئيس الوزراء أن يعلن حالة الطوارئ إذا كان هناك تهديد للعمل أو السلامة أو النظام العام، وتنتهي الفترة بعد 30 يومًا، ويجوز إلغاؤها قبل مرور هذا الوقت بموجب قرار من مجلس الشيوخ أو النواب. وبموجب قانون الحفاظ على السلامة العامة، تسمح حالة الطوارئ المعلنة لرئيس مجلس الدولة بالقيام فورًا بأي لوائح مطلوبة لضمان النظام العام والسلامة العامة. بيد أن هذه اللوائح تُلغى وتنتهي إذا لم يوافق البرلمان على استمرارها خلال 7 أيام. كما يجوز لرئيس الوزراء (أو المندوب)، بموجب قانون الخدمات الأساسية، أن يُعمِل أو يحظر أي خدمة أساسية (مثل النقل والوقود والطاقة والماء والغاز)، حسب الحاجة.
و في ما يتعلق بإدارة حالات الطوارئ، تقع مسؤولية المناطق (التي عادة ما تكون على أساس منطقة الحكومة المحلية) التي تأثرت بكارثة طبيعية على عاتق الولاية، وعندما تعلن تلك الولاية حالة الطوارئ يتاح لها إمكانية الوصول إلى صندوق الطوارئ الاتحادي للمساعدة في التصدي للكوارث الطبيعية والتعافي منها. ولا تنطبق حالة الطوارئ على الولاية بأكملها، بل على المقاطعات، حيث تكون الخدمات الأساسية قد تعطلت.
أعلنت حالة الطوارئ في نيوساوث ويلز في ديسمبر 2019 ردًّا على حرائق الغابات عام 2019. وفي ذلك الوقت، فقدت 7.8م فدان من أراضي شجيرات نيو، ما أدى إلى خسارة أكثر من 600 منزل، وسقوط 8 ضحايا، من بينهم اثنان من رجال الإطفاء المتطوعين الذين لقوا حتفهم بعد أن أصيبت ناقلتهم بشجرة سقطت أثناء توجهها إلى نيران جبال غاسبرز. وفي 27 ديسمبر 2019، دمّر 827 منزلاً وفقد 8 أشخاص أرواحهم بالإضافة إلى 3900000 هكتارًا. ما ترتب عليه عواقب وخيمة جدًّا لا يمكن قياسها بالنسبة للنباتات والحيوانات في أستراليا.

### سوريا
سادت حالة الطوارئ في سوريا من عام 1962 إلى عام 2011. واستندت حالة الطوارئ في الأصل إلى الصراع مع إسرائيل, وعملت على جعل السلطة المركزية في الرئاسة وجهاز الأمن القومي مع إسكات المعارضة العامة. تم إنهاء حالة الطوارئ رداً على الاحتجاجات التي سبقت الحرب الأهلية السورية. بموجب دستور 2012, يجوز للرئيس إصدار مرسوم طوارئ بموافقة ثلثي وزرائه, بشرط أن يعرضه على الهيئة التشريعية لمراجعة الدستور.

### مصر
عاش المصريون في ظل قانون الطوارئ (القانون رقم 162 لسنة 1958) من عام 1967 إلى عام 2012، باستثناء فترة استراحة مدتها 18 شهرًا في عامي 1980 و1981. وفرضت حالة الطوارئ خلال حرب 1967 بين العرب وإسرائيل، ثم أعيد فرضها بعد اغتيال الرئيس أنور السادات. ويمتد القانون باستمرار كل ثلاث سنوات منذ عام 1981. وبموجب القانون، تم توسيع صلاحيات الشرطة، وتعليق الحقوق الدستورية، وإضفاء الصبغة القانونية على الرقابة. كان القانون يحد بشدة من أي نشاط سياسي غير حكومي: حُظرت المظاهرات في الشوارع، والمنظمات السياسية غير المعتمدة، والتبرعات المالية غير المسجلة رسميًّا. واحتجز 17000 شخص بموجب القانون، ويقدر عدد السجناء السياسيين بـ 30000 شخصًا. انتهت فترة سريان قانون الطوارئ في 31 مايو 2012، وأعيد العمل به في يناير 2013. أعلنت مصر حالة طوارئ وطنية مدتها شهر في 14 أغسطس 2013.
أعلنت الرئاسة المصرية حالة الطوارئ في البلاد لمدة شهر واحد في 14 أغسطس 2013، وأمرت القوات المسلحة بمساعدة وزارة الداخلية على فرض الأمن. وجاء الإعلان على التلفزيون الرسمي عقب اشتباكات دامية وقعت في جميع أنحاء البلاد بين مؤيدي الرئيس المخلوع محمد مرسي وقوات الأمن.